# Easton (Hampshire)
Easton è un paesino dell'Hampshire, in Inghilterra.